# Ordre des avocats de Saint-Nazaire
Barreau de Saint-Nazaire
L'ordre des avocats (ou barreau) de Saint-Nazaire est attesté comme institution dès le milieu du XIXe siècle. 

## Histoire du barreau

### Naissance du barreau (1868)
Le 18 mars 1868, par décret impérial  de Napoléon III, le Tribunal civil de Savenay est transféré à Saint-Nazaire. De fait, les avocats de l'arrondissement judiciaire de Savenay sont rattachés à partir de cette date au nouveau barreau de Saint-Nazaire. En mars 1868, deux avocats seulement sont inscrits au barreau : Denis-Antoine Lucas et Camille Baudin.
L'ordre n'est constitué qu'en 1890.
Le premier tableau de l'ordre est dressé par le bâtonnier Gilbert Le Tilly le 31 octobre 1892. Sont alors inscrits au tableau : Alexandre Galibourg, Gilbert Le Tilly, Aristide Briand, Jean Gouzer, Georges Leborgne, Francis Clavier, René Guillon, Albert Cozanet, Georges Goëau-Brissonnière, François Pouplard et André Métois.

### Un barreau formateur
À la fin du XIXe siècle, le barreau de Saint-Nazaire est résolument tourné vers le droit maritime et le droit commercial. De jeunes avocats viennent y apprendre cette discipline avant de partir vers Nantes, Rennes ou Paris. C'est le cas notamment de Georges Goëau-Buissonnière ou James Couëtoux du Tertre. Outre les avocats, de nombreux autres professionnels du droit font à l'époque leurs premières armes au Barreau de Saint-Nazaire.
- Les magistrats

Parmi les juristes formés à Saint-Nazaire, de très nombreux magistrats. Ainsi, Alphonse Bachelot-Villeneuve (avocat à Saint-Nazaire de 1872 à 1874) a ensuite été procureur à Quimper (1880-1883) et vice-président du Tribunal de Nantes (1883-1917). Joseph Bray, né en 1871 à Albi, passera deux ans au barreau (1896-1897) avant d'occuper successivement les postes de juge d'instruction à Quimper puis à Saint-Brieuc (1908-1910), avant de poursuivre sa carrière de magistrat à Dijon. Paul Brohan, né à Saint-Nazaire, avocat au barreau pendant sept ans, de 1894 à 1900, sera successivement affecté à Ploërmel, Quimper, Vannes, Rennes, Châteaubriant et Nantes, et achèvera sa carrière comme procureur de la République à Saint-Brieuc (1919-1937). Paul Grazais, né le 28 novembre 1874 à Mesquer, fils du notaire de ce village ; Isidore Grazais est inscrit trois ans au barreau de Saint-Nazaire de 1900 à 1902 puis est nommé substitut du procureur en Polynésie. Il devient « lieutenant de juge » (vice-président du tribunal de première instance). Le 7 février 1906, un cyclone dévastateur détruit Papeete. La mer envahit la ville. Les habitations sont détruites. Mi-février 1906, à la demande du gouverneur de l'île, il intègre une commission chargée d'organiser les secours. Ce faisant, il attrape la fièvre. Dans la nuit du 25 au 26 février 1906, il décède à Papeete à l'âge de 31 ans. 
Certains font le chemin inverse. Le baron Charles-Jules Marion de Procé, né à Nantes en 1833, est juge à Nantes, Lannion, Fougères, Quimperlé et Saint-Nazaire. Il prend sa retraite de la magistrature en 1894 et intègre le barreau de Saint-Nazaire dont il sera bâtonnier à plusieurs reprises.
- Les notaires

Plusieurs notaires sont tout d'abord avocats à Saint-Nazaire. C'est le cas d'Émile Gallonier, inscrit au barreau de 1892 à 1896 puis notaire à Sion-les-Mines jusqu'en 1925. Émile Guinel (avocat à Saint-Nazaire de 1900 à 1903), deviendra lui notaire à Nort-sur-Erdre.
Le barreau formera aussi des huissiers (René Greslé), des chefs d'entreprise (Achille Maurice Pilliard), ou accueillera encore de futurs écrivains, historiens et journalistes. Ainsi Albert Cozanet dit « Jean d'Udine (nl) » devient écrivain et musicologue. On lui doit notamment l'ouvrage « De la corrélation des sons et des couleurs en art » (1897). Joseph Cox, né en 1865 à Nantes, est inscrit toirs ans au barreau de Saint-Nazaire, de 1892 à 1894, où il côtoie Aristide Briand. En 1926, il est journaliste à L'Ouest-Éclair (qui deviendra Ouest-France en 1944) à Nantes. Robert Oheix, fils d'un médecin de Savenay, écrivain et journaliste, est inscrit au barreau de 1872 à 1874.

### Les avocats nazairiens pendant la Grande-Guerre
- Aristide Briand, qui a quitté le barreau 20 ans plus tôt, est président du Conseil et ministre des Affaires étrangères de 1915 à 1917.
- Roger Bruon, né le 21 janvier 1883 à La Roche-Posay (Vienne), licencié en droit, en physique expérimentale et chimie générale, inscrit au barreau depuis le 9 octobre 1912, est âgé de 31 ans quand la guerre éclate. Il est mobilisé du 22 décembre 1914 au 20 mars 1919 et affecté à partir de 1917 à la Mission française près de l'armée américaine[6].
- Maurice Jubineau, né le 22 février 1890 à Bourgneuf-en-Retz, petit-fils d'un des fondateurs du Barreau de Saint-Nazaire, Théodore Auguste Jubineau, avoué à Savenay, puis avocat à Saint-Nazaire à partir de 1868. Docteur en droit, il fait son service militaire à Vannes quand la guerre éclate et il est mobilisé à l'âge de 24 ans. Il meurt dans les tranchées le 24 juillet 1915 à Tracy-le-Mont (Oise)[7],[8]
- Achille Maurice Pilliard est incorporé en octobre 1915 au 76e régiment d'infanterie (Somme). Il est blessé à la tête, au bras gauche et aux jambes par des éclats de bombe le 24 février 1916. Il est décoré de la Croix de Guerre le 10 juillet 1918 et fait chevalier de la Légion d'honneur le 13 juillet 1918, puis officier (1927) et commandeur (1952)[9].
- Alexandre Vézin, originaire de Savenay fils d'un avoué et ancien maire de Saint-Nazaire, lui-même avoué et avocat à Saint-Nazaire à partir de 1893, est capitaine du 25e régiment de chasseurs à pied. Il est tué avec son jeune frère Jean dans les tranchées à la Ferme du Bois-Labbé (Somme) le 25 septembre 1916[10].

### Les femmes au barreau de Saint-Nazaire
Monique Hélary, qui a exercé au barreau de Casablanca de 1948 à 1956, est la première femme inscrite au barreau de Saint-Nazaire le 16 août 1972. 
Vingt-trois ans plus tard, le 15 décembre 1995, Monique Pibot-Dangléant est la première femme à être élue bâtonnier du barreau de Saint-Nazaire. 
Martine Gruber est en 2003 le plus jeune bâtonnier nazairien à exercer cette fonction, hommes et femmes confondus.

### Les avocats de Saint-Nazaire en politique
Plusieurs avocats du Barreau de Saint-Nazaire ont mené une carrière politique. Ont ainsi été députés ou maires :
- Gaston Barbotin : maire de Châteaubriant (1888-1895) [11]
- Camille Baudin : maire de Savenay (1870-1871)
- Aristide Briand : élu député le 29 avril 1902, plusieurs fois ministre et président du conseil de la IIIe République
- René Chatal : maire de Besné (1977-1983)
- Bernard Le Douarec : élu député le 30 novembre 1958
- Jacques Lambert : élu maire de Pornichet à deux reprises (1995-2008), conseiller régional des Pays-de-la-Loire (1998-2004)
- Philippe Pigeon : maire de La Turballe (1983-1989)
- Alexandre Vézin : maire de Saint-Nazaire (1870-1874)
- Pierre Waldeck-Rousseau : élu député en 1879

### Figures
- Aristide Briand (avocat à Saint-Nazaire de 1886 à 1893). Il naît à Nantes, mais ses parents, cafetiers, viennent s'installer à Saint-Nazaire alors qu'il est encore très jeune. Leur établissement, le « Grand Café » existe toujours : il appartient désormais à la ville, a été transformé en salle d'exposition et se trouve place des 4-Z'horloges (ancienne « place Carnot »), à l'extrémité de l'avenue du Général-de-Gaulle (ancienne « rue Villès-Martin »). Président du Conseil 1909-1911 / 1913 / 1915-1917 / 1921-1922 / 1925-1926 / 1929. Prix Nobel de la Paix 1926

- Abel Cahour (avocat à Saint-Nazaire de 1872 à 1875). Son père, Pascal Cahour né en 1816 dans une famille de boulangers de Saint-Hilaire-du-Harcouët (Manche) est capitaine au long cours[12], maire de Saint-Nazaire du 30 mars 1874 au 23 novembre 1874 et consul d'Haïti. Abel François Cahour naît le 2 mars 1851 à Nantes. Il est avoué puis avocat à Saint-Nazaire (de 1872 à 1875), puis part exercer à Château-Gontier (Mayenne) où il devient plus tard juge de paix[réf. nécessaire] et maire-adjoint de la commune. Entre 1914 et 1919, en raison de l'empêchement puis du décès du maire, il occupe ses fonctions. Il est le grand-père de Claude Cahour, épouse de Georges Pompidou[13],[14].

- René Chatal (avocat à Saint-Nazaire de 1946 à 1991): Né en 1923 à Penhoët (quartier alors dépendant de la commune de Montoir-de-Bretagne) de parents épiciers rue des Chantiers, il fait son droit à Rennes. Il commence sa carrière professionnelle en 1947 à La Baule où se trouve provisoirement le Tribunal, Saint-Nazaire étant en reconstruction après avoir été en grande partie été détruite par un bombardement anglo-américain le 28 février 1943. Il revient à Saint-Nazaire dès le début des années 1950. Il y est élu conseiller municipal en 1953, puis est candidat suppléant de Jean Ramet aux législatives de 1958 sur la liste de l'Union des Forces Démocratiques[15].  Il est élu bâtonnier en 1959 et détient alors le record du plus jeune bâtonnier nazairien (36 ans). Il exerce son mandat pendant la Guerre d'Algérie. En 1977, il est élu maire de Besné, commune d'origine de sa famille maternelle. Il siège au conseil de l'ordre pendant une période continue de 20 ans 8 mois et 17 jours jusqu'en 1979. Passionné d'histoire et spécialement par la période de la Révolution Française, il est l'auteur d'Une sorte de Justice, roman historique retraçant le procès pendant la Terreur de l'un de ses ancêtres, maire de Férel guillotiné à La Roche-Bernard en 1793.

- Albert Cozanet (avocat à Saint-Nazaire de 1891 à 1897), dit "Jean d'Udine". Musicologue et compositeur [16], né à Landivisiau le 1er juillet 1970. Licencié en droit à Rennes en 1890

- Alexandre Galibourg naît à Nantes en 1846. Ses parents s'installent à Saint-Nazaire alors qu'il n'a que 18 mois. Il est inscrit en qualité d'avocat stagiaire au Tribunal de Saint--Nazaire le 15 novembre 1872. En 1876, il est le seul Avocat inscrit à Saint-Nazaire. Il se spécialise rapidement en droit commercial et maritime et devient une référence internationale en la matière. Il devient également l'avocat de la société des Ateliers et Chantiers de la Loire. Il lie de très forts liens d'amitié avec René Kerviler, ingénieur des Ponts et  Chaussées originaire de Vannes et architecte du département de Loire-Inférieure chargé de tous les grands chantiers du port, de la ville et du diocèse de Saint-Nazaire à la fin du XIXe siècle. Galibourg et Kerviler sont également férus d'histoire et de poésie. Quinze ans après avoir été admis au tableau, Alexandre Galibourg est avec son compère Gilbert Le Tilly le père fondateur de l'Ordre des Avocats de Saint-Nazaire et est le premier bâtonnier de l'Ordre élu en 1890. Il occupe cette fonction à 5 reprises (record nazairien). Il reste inscrit 58 ans au barreau (stage inclus), pratiquement jusqu'à son décès en janvier 1931 à l'âge de 84 ans. Son visage est sculpté sur le pilier est du chœur de l'église de Saint-Nazaire.

- Bernard Le Douarec (avocat à Saint-Nazaire de 1935 à 1977), né le 9 décembre 1912 à Montfort-sur-Meu, est élu député sous l'étiquette de l'UNR aux élections législatives de 1958.

- Achille Maurice Pilliard dit Maurice Pilliard (avocat à Saint-Nazaire de 1905 à 1908), né à Toulon en 1877. Après son départ du Barreau, il entre à la Compagnie auxiliaire de navigation dont il deviendra Président. Il est le père d'une figure historique du groupe Total, André Pilliard[17].

- Georges Russacq (avocat à Saint-Nazaire de 1919 à 1956). Pendant l'Affaire Dreyfus, en 1902, Jules Georges dit « Georges » Russacq quitte une robe pour en enfiler une autre. En désaccord avec sa hiérarchie, il démissionne de sa charge de curé de Bou près d'Orléans [18] et devient avocat, d'abord à Paris où il côtoie Marcel Sembat[19]. De retour du front de l'Est de la France où il est infirmier-major pendant la première guerre mondiale[20], il se fait inscrire au Barreau de Saint-Nazaire en 1919, où il se fait connaître comme militant de la Ligue des droits de l'homme. Il est élu bâtonnier à 2 reprises, en 1927 et 1937. Pendant son deuxième mandat, la guerre éclate et il reste à la tête du Barreau durant tout le conflit, les élections professionnelles étant suspendues.

- Pierre Waldeck-Rousseau (avocat à Saint-Nazaire de 1870-1873). Il naît à Nantes en 1846. C'est l'un des premiers avocats inscrits au Barreau de Saint-Nazaire : il prête serment le 24 avril 1869.  Le 2 mars 1870, il se fait inscrire comme Avocat stagiaire au Tribunal civil de Saint-Nazaire. Il n'y a alors pas suffisamment d'Avocats pour former un Ordre.  En 1871, il est nommé membre de la commission municipale de Saint-Nazaire, chargée de remplacer l'administration supposée corrompue de l'Empire. Il part ensuite exercer à Rennes en 1873. Il sera l'un des Présidents du Conseil de la Troisième République en 1899.
- Charles-Henri de Choiseul Praslin

## Bâtonniers
| Période                               | Bâtonnier               |
| ------------------------------------- | ----------------------- |
| 16 octobre 1890 – 21 octobre 1892     | Alexandre Galibourg     |
| 21 octobre 1892 – octobre 1894        | Gilbert Le Tilly        |
| octobre 1894 – 26 octobre 1896        | Alexandre Galibourg     |
| 26 octobre 1896 – octobre 1897        | Gilbert Le Tilly        |
| octobre 1897 – octobre 1899           | Charles Marion de Procé |
| octobre 1899 – octobre 1901           | Alexandre Galibourg     |
| 16 octobre 1901 - 16 octobre 1903     | Charles Marion de Procé |
| 16 octobre 1903 – 16 octobre 1905     | Marcel Lucas            |
| 16 octobre 1905 – 18 octobre 1907     | Alexandre Galibourg     |
| 18 octobre 1907 – 16 octobre 1909     | Charles Marion de Procé |
| 16 octobre 1909 – 22 novembre 1911    | Marcel Lucas            |
| 22 novembre 1911 – 12 novembre 1913   | Alexandre Galibourg     |
| 12 novembre 1913 – 11 juin 1919       | Jean Gouzer             |
| 11 juin 1919 – 3 octobre 1921         | Georges Leborgne        |
| 3 octobre 1921 – 5 octobre 1923       | Clair Horveno           |
| 5 octobre 1923 – 3 octobre 1925       | Roger Bruon             |
| 3 octobre 1925 – 5 octobre 1927       | Henri Galibourg         |
| 5 octobre 1927 – 9 octobre 1929       | Georges Russacq         |
| 9 octobre 1929 – 6 octobre 1931       | Jean Gouzer             |
| 6 octobre 1931 – 12 octobre 1933      | Clair Horveno           |
| 12 octobre 1933 – 4 octobre 1935      | René Greslé             |
| 4 octobre 1935 – 2 octobre 1937       | Roger Bruon             |
| 2 octobre 1937 – 7 juillet 1945       | Georges Russacq         |
| 7 juillet 1945 – 29 mai 1946          | Gaston Lisimaque        |
| 29 mai 1946 – 3 octobre 1947          | Roger Bruon             |
| 3 octobre 1947 – 6 octobre 1949       | Raymond Pajot           |
| 6 octobre 1949 – 9 octobre 1951       | Bernard Le Douarec      |
| 9 octobre 1951 – 30 octobre 1953      | Roger Bruon             |
| 30 octobre 1953 – 20 septembre 1955   | Henri Galibourg         |
| 20 septembre 1955 – 16 septembre 1957 | Paul Van der Stappen    |
| 16 septembre 1957 – 16 septembre 1959 | Jean Simon              |
| 16 septembre 1959 – 15 septembre 1961 | René Chatal             |
| 15 septembre 1961 – 16 septembre 1963 | Raymond Pajot           |
| 16 septembre 1963 – 29 septembre 1965 | Yves Jagot              |
| 29 septembre 1965 – 22 septembre 1967 | Bernard Le Douarec      |
| 22 septembre 1967 – 29 septembre 1969 | Paul Van der Stappen    |
| 29 septembre 1969 – 21 septembre 1971 | Michel Jaumouillé       |
| 21 septembre 1971 – 5 juillet 1973    | Jean Simon              |
| 5 juillet 1973 – 12 décembre 1975     | Jean-Louis Pellottier   |
| 12 décembre 1975 – 1er décembre 1977  | Gaston Mesnard          |
| 1er décembre 1977 – 6 décembre 1979   | Alain Santerre          |
| 6 décembre 1979 – 10 décembre 1981    | Serge Roy               |
| 10 décembre 1981 – 1er décembre 1983  | Bernard Sauvaget        |
| 1er décembre 1983 – 5 décembre 1985   | Jean-Louis Le Han       |
| 5 décembre 1985 – 3 décembre 1987     | Pierre Guyon            |
| 3 décembre 1987 – 7 décembre 1989     | Gaston Mesnard          |
| 7 décembre 1989 – 10 janvier 1992     | Philippe Pigeon         |
| 10 janvier 1992 – 10 décembre 1993    | Marcel Piel             |
| 10 décembre 1993 – 15 décembre 1995   | Jean-Luc Gébelin        |
| 15 décembre 1995 – 12 décembre 1997   | Monique Pibot-Dangléant |
| 12 décembre 1997 – 21 décembre 1999   | Christian Amigues       |
| 21 décembre 1999 – 12 décembre 2001   | Dominique Biard         |
| 12 décembre 2001 – 19 décembre 2003   | Gérald Privé            |
| 19 décembre 2003 – 9 décembre 2005    | Martine Gruber          |
| 9 décembre 2005 – 12 décembre 2007    | André Tinière           |
| 12 décembre 2007 – 18 décembre 2009   | Bruno Denis             |
| 18 décembre 2009 – 9 décembre 2011    | Jacques Lambert         |
| 9 décembre 2011 – 31 décembre 2013    | Carole Robard           |
| 1er janvier 2014 - 31 décembre 2015   | Benoît Gaborit          |
| 1er janvier 2016 - 31 décembre 2017   | Aurélien Guyon          |

- 1er janvier 2018-2019 : Emmanuel Kierzkowski-Chatal
- depuis 2020 : Bruno Denis[21]

## Le barreau en 2017
Au 30 juin 2017, le Barreau de Saint-Nazaire est composé de 115 membres. Il existe dans l'arrondissement judiciaire de Saint-Nazaire 56 cabinets d'avocats répartis sur 13 communes de l'ouest du département de Loire-Atlantique. Le Conseil de l'Ordre des Avocats de Saint-Nazaire est composé de 18 membres.

### Section sportive du barreau
Le Barreau de Saint-Nazaire comporte une section sportive et participe notamment chaque année à l'épreuve de relais du Triathlon de La Baule, au sein d'équipes mixtes composées d'avocats, de magistrats, de greffiers et de notaires de l'arrondissement judiciaire.